# Richard Mervyn Hare
Richard Mervyn Hare (Backwell, Somerset , 21 de Março de 1919 – Ewelme, Oxfordshire, 29 de Janeiro de 2002), foi um filósofo da moral inglês, na Universidade de Oxford de 1966 a 1983. Depois, durante alguns anos, ensinou na Universidade da Florida. Foi um filósofo muito influente na segunda metade do século XX, conhecido pelo prescritivismo como teoria meta-ética. R. M. Hare acreditava que os aspectos formais do discurso moral podiam ser usados para mostrar que o raciocínio moral correcto levaria muitos agentes a uma forma de preferência utilitarista.

## Doutrina
Hare deu corpo a uma teoria ética que ele chamou de prescritivismo universal. De acordo com esta teoria, “pode”, “deve”, “bom”, ou “certo”, possuem duas propriedades lógicas ou semânticas: universalidade e prescritividade. A universalidade tem a ver com os julgamentos morais, que se devem identificar com as situações que eles descrevem, de acordo com as relações finitas dos termos universais, excepto nomes próprios, mas não as descrições definidas. O prescritivismo defende que os agentes morais devem praticar aquilo que eles consideram ter a obrigação de praticar, dentro das suas condições físicas e psíquicas capazes de o fazer. Pode haver aqui uma falha no pensamento de Hare, na medida em que ele não tem em conta o fenómeno da “akrasia”, ou falta de força de vontade.

## Influências
Hare foi claramente influenciado pelo utilitarismo, pelo emotivismo de A. J. Ayer e Charles L. Stevenson, pela filosofia da linguagem comum de J. L. Austin, e de certa forma pelo designado “segundo” Wittgenstein. O seu utilitarismo é de tal forma especial, que o consegue compatibilizar com o acolhimento de muitas ideias de Kant. No entanto, considerava-se mais um consequencialista do que um deontologista, nas suas perspectivas da ética normativa.
Bernard Williams é um filósofo bem conhecido que foi discípulo de Hare. Peter Singer é outro filósofo da ética seu discípulo, embora não tenha adoptado explicitamente o pensamento de Hare, nomeadamente a sua doutrina do prescritivismo universal.